# Вильяльба Акино, Карлос Мильсиадес
Карлос Мильсиадес Вильяльба Акино (исп. Carlos Milcíades Villalba Aquino, 22 августа 1924 года, Сан-Педро-де-Икуамандию, Парагвай — 8 января 2016 года) — католический прелат, епископ Сан-Хуан-Баутиста-де-лас-Мисьонеса с 25 июля 1978 года по 22 июля 1999 года.

## Биография
Родился 22 августа 1924 года в населённом пункте Сан-Педро-де-Икуамандию, Парагвай. 28 ноября 1948 года был рукоположен в священника для служения в архиепархии Асунсьона.
25 июля 1978 года Римский папа Иоанн Павел I назначил Карлоса Мильсиадеса Вильяльбу Акино епископом Сан-Хуан-Баутиста-де-лас-Мисьонеса. 3 сентября 1978 года состоялось рукоположение в епископа, которое совершил апостольский нунций в Парагвае и титулярный архиепископ Ипреса Йозеф Меес в сослужении с епископом Консепсьона и Чако Анибалом Марисевичем Флейтасом и титулярным епископом Утиммиры Хорхе Адольфо Карлосом Ливьеросом Банксом.
22 июля 1999 года подал в отставку.
Скончался 8 января 2016 года.